# Vicente Palermo

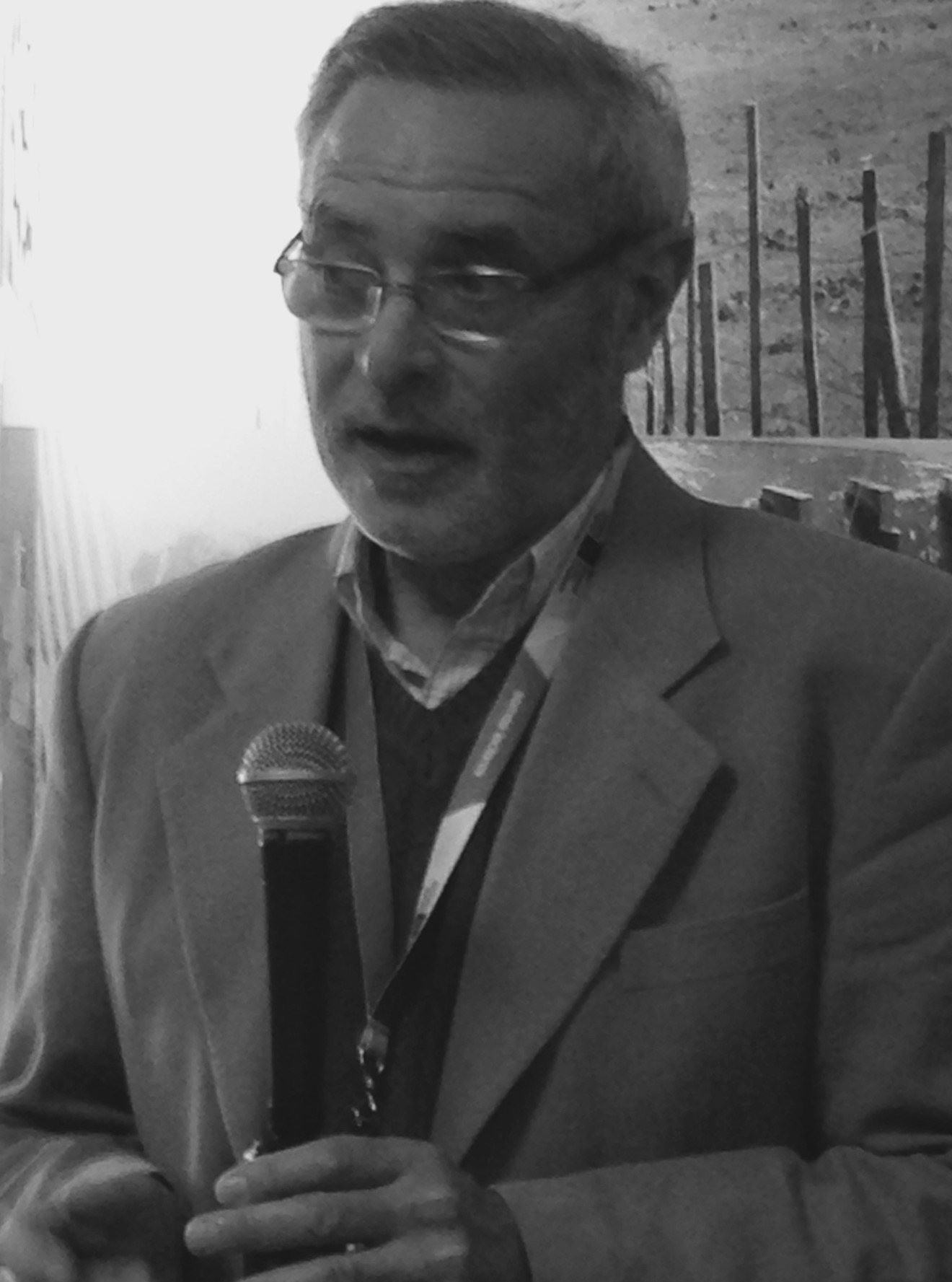
Vicente (Tito) Palermo

Vicente Palermo (Buenos Aires, 1951) es politólogo y ensayista argentino, fundador del Club Político Argentino y ganador del Premio Nacional de Cultura en 2012, en 2019 y del Premio Konex de Platino en 2016.

## Biografía
Estudió para maestro en el colegio Mariano Acosta y se licenció en Sociología por la Universidad de Buenos Aires en 1975. 
Ingresó a la política como militante juvenil peronista en 1969, tras un breve paso por el Partido Revolucionario de los Trabajadores (PRT) y perteneció a la agrupación Encuadramiento hasta 1975.

Integró la revista Unidos entre 1983-1989.

Se desempeñó como investigador del Centro de Estudios de Estado y Sociedad (CEDES).[cita requerida]
Escribe para los diarios La Nación y Clarín.
Recibió una beca de la John Simon Guggenheim Memorial Foundation en 2006, le premio al mejor libro del año de Latin American Studies Association en 2009, el tercer Premio Nacional de Cultura en 2012 y en 2015 y el Premio Konex de Platino 2016 en Humanidades, en la disciplina Ciencias Políticas.

Acompañó desde sus columnas al Frepaso trabajando en la Fundación Auyero, aunque luego se distanció del gobierno de la Alianza.
Publicó una crítica del nacionalismo argentino en 2007, el libro Sal en las heridas, en el cual argumentó que la causa Malvinas es un obstáculo para el desenvolvimiento de una Argentina democrática y republicana y que le valió el Premio Nacional de Cultura.
Fundó el Club Político Argentino en 2008.

Ejerció la presidencia del Club Político Argentino hasta marzo de 2019. Actualmente se desempeña en el Club como simple socio.
Protagonizó controversias intelectuales y políticas en varias oportunidades: con el grupo de escritores de Carta Abierta en 2008 y con exponentes del nacionalismo argentino en ocasión de la celebración del 30° aniversario de la Guerra de las Malvinas. 

Firmó un documento con varios intelectuales en marzo de 2012 que calificó de ambigua la posición del gobierno Kirchner respecto de la cuestión Malvinas, ya que execraba a la dictadura de 1976-83 pero terminaba aceptando la guerra como un episodio histórico positivo. 

## Obras
1. Corazones tatuados. Causa Malvinas y polémica cívica; artículos y ensayos, 2023.
2. "La vida breve de Dardo Cabo. Pasión y tragedia del peronismo plebeyo", novela, 2021.
3. Instituciones políticas brasileñas. Estabilidad y crisis del proceso político contemporáneo, 2018.
4. Los ojos cerraré en ensueño lerdo, cuentos, 2017.
5. La alegría y la pasión. Relatos brasileños y argentinos en perspectiva comparada, 2015.
6. O caminho das pedras.Manual para bohemios de las lenguas y las culturas  (con Rafael Mantovani), 2008.
7. Sal en las heridas. Las Malvinas en la cultura argentina contemporánea, 2007.
8. Del otro lado del río. Ambientalismo y política entre uruguayos y argentinos  (con Carlos Reboratti), 2007.
9. A ditadura argentina (1976-1983) (con Marco Novaro), 2007.
10. La dictadura militar (1976-1983). Del golpe de estado a la restauración democrática (con Marco Novaro), 2003.
11. Política brasileña contemporánea. De Collor a Lula en años de transformación, 2004.
12. La historia reciente. Argentina en democracia (con Marcos Novaro), 2004.
13. Los caminos de la centroizquierda. Dilemas y desafíos del Frepaso (con Marcos Novaro), 1998.
14. Estudio sobre el estado del Estado en Argentina, I: Una herramienta de evaluación de las capacidades del sector público, 1998.
15. Política y poder en el gobierno de Menem (con Marcos Novaro), 1996.
16. Neuquén: la creación de una sociedad, 1988.